# The Naked Brothers Band: Operation Mojo
The Naked Brothers Band: Operation Mojo is een deel documentaire en rock-mockumentary musicalfilm. Het is de zesde film, gebaseerd op de Nickelodeon-televisieserie The Naked Brothers Band. De première vond plaats op 22 november 2008.

## Verhaal
Nat vindt een tijdschrift waarop Rosalina zoent met een Fransman. Hij wordt helemaal gek en Alex probeert hem op te beuren. Na vele mislukte pogingen gaan ze op een survivaltocht in het bos. Alex heeft de band in het geheim meegebracht en deze verblijft in een luxe tent. Alex en Nat slapen daarentegen in een normale tent met alleen een slaapzak. Alex en de band hebben allerlei trucjes bedacht om Nat zijn zelfvertrouwen terug te geven. Als David en Thomas een slang neerleggen, redt Nat Alex van de slang. Als Nat uitvindt dat de band ook in het bos is, kruipt er een echte slang in de tent. Nat denkt dat dit weer een grap is en gooit de slang uit de tent. Daarna ontdekt hij dat de slang echt was en krijgt hij z'n zelfvertrouwen weer terug. Eenmaal thuis maakt hij het weer goed met Rosalina.

## Nummers
| Nummer         | Zang      | Drums      |
| -------------- | --------- | ---------- |
| "Got No Mojo"  | Nat Wolff | Alex Wolff |
| "I Feel Alone" | Nat Wolff | Alex Wolff |
| "Curious"      | Nat Wolff | Alex Wolff |
| "Rosalina"     | Nat Wolff | Alex Wolff |